# BOH (药物)
BOH（化学名：3,4-亚甲二氧基-β-甲氧基苯乙胺），分子式C10H13NO3，是一种苯乙胺衍生物可看做3,4-亚甲二氧基苯乙胺（MDPEA）的β-甲氧基衍生物，结构上与3,4-亚甲二氧基甲卡西酮类似。